# 箱根町立箱根中学校
箱根町立箱根中学校（はこねちょうりつはこねちゅうがっこう）は、神奈川県足柄下郡箱根町二ノ平に所在する公立中学校。

## 沿革
（出典：）
- 2008年（平成20年）
  - 4月1日 - 箱根町立湯本中学校、箱根町立箱根明星中学校、箱根町立仙石原中学校の統合により開校。
  - 6月9日 - 開校記念式典挙行。
  - 11月11日 - 校歌披露式挙行。
- 2017年（平成29年）6月9日 - 開校10周年を祝う会開催。
- 2019年（平成31年）3月14日 - 校舎長命化工事完了[3]。

## 周辺
- 神奈川県道723号関本小涌谷線
- 小田急箱根鉄道線（箱根登山電車）彫刻の森駅
- 箱根彫刻の森美術館

## アクセス
- 箱根登山バス・伊豆箱根バスで、「二の平入口」バス停下車後、徒歩約490 m・約8分。
- 箱根登山観光施設めぐりバスで、「彫刻の森美術館」バス停下車後、徒歩約100 m・1 - 2分。
- 箱根登山電車彫刻の森駅から、徒歩約250 m・約4分。